# 美杉町八知
美杉町八知（みすぎちょうやち）は、三重県津市の町丁。本項ではかつて同区域に存在した一志郡八知村（やちむら）についても記す。

## 地理
津市の南西部、旧・美杉村の中心部、雲出川の上流、名松線の伊勢鎌倉駅から比津駅にかけての区域にあたる。北で白山町福田山、東で美杉町竹原・美杉町下之川・美杉町下多気、南で美杉町奥津・美杉町石名原・美杉町三多気、西で美杉町太郎生および伊賀市高尾・霧生に隣接する。雲出川に並行して名松線と三重県道15号久居美杉線が縦断し、北部で神河谷川と三重県道39号青山美杉線が、南部で老ヶ野谷川と三重県道667号太郎生伊勢八知停車場線がそれぞれ分岐し、西の山間部を三重県道755号老ヶ野古田青山線が縦断する。また、南部の比津駅付近から三重県道666号八知下多気一志線が東に分岐する。東に高所山、西に大洞山・尼ヶ岳がそびえる。

### 山岳
- 高所山
- 大洞山
- 尼ヶ岳

### 河川
- 雲出川
- 神河谷川
- 老ヶ野谷川

## 歴史
- 幕末時点では一志郡八知村であった。「旧高旧領取調帳」の記載によると津藩領。
- 明治4年7月14日（1871年8月29日） - 廃藩置県により津県の管轄となる。
- 明治4年11月22日（1872年1月2日） - 第1次府県統合により安濃津県の管轄となる。
- 明治5年3月17日（1872年4月24日） - 安濃津県が改称して三重県となる。
- 1889年（明治22年）4月1日 - 町村制の施行により、近世以来の八知村が単独で自治体を形成。
- 1955年（昭和30年）3月15日 - 八知村が竹原村・太郎生村・伊勢地村・八幡村・多気村・下之川村と合併して美杉村が発足。同町大字八知となる。
- 2006年（平成18年）1月1日 - 美杉村が津市・久居市・安芸郡河芸町・芸濃町・美里村・安濃町・一志郡香良洲町・一志町・白山町と合併し、改めて津市が発足、同市美杉町八知となる。

## 世帯数と人口
2019年（令和元年）6月30日現在の世帯数と人口は以下の通りである。
| 町丁       | 世帯数  | 人口  |
| ---------- | ------- | ----- |
| 美杉町八知 | 527世帯 | 961人 |

### 人口の変遷
国勢調査による人口の推移
| 2010年（平成22年） | 1,238人 | [ 5 ] |  |
| 2015年（平成27年） | 1,052人 | [ 6 ] |  |

### 世帯数の変遷
国勢調査による世帯数の推移
| 2010年（平成22年） | 505世帯 | [ 5 ] |  |
| 2015年（平成27年） | 455世帯 | [ 6 ] |  |

## 学区
市立小・中学校に通う場合、学区は以下の通りとなる。
| 番・番地等 | 小学校           | 中学校           |
| ---------- | ---------------- | ---------------- |
| 全域       | 津市立美杉小学校 | 津市立美杉中学校 |

## 交通

### 鉄道路線
東海旅客鉄道
- 名松線
  - 伊勢鎌倉駅 - 伊勢八知駅 - 比津駅

### バス
津市コミュニティバス
- 逢坂・飼坂ルート（平日のみ）
  - 丹生俣 - 上多気交差点 - 八幡出張所前 - 伊勢地出張所前 - （三多気 - 伊勢地出張所前 - ）老ヶ野 - 美杉総合支所前
- 川上ルート
  - 川上 - 八幡出張所前 - 比津 - 美杉総合支所前 - 竹原 - 一志病院 - 家城駅前 - マックスバリュ（川口店）

### 道路
- 三重県道15号久居美杉線
- 三重県道39号青山美杉線
- 三重県道666号八知下多気一志線
- 三重県道667号太郎生伊勢八知停車場線
- 三重県道755号老ヶ野古田青山線

## 施設
- 津市役所美杉総合支所
- 津市立美杉中学校
- 津市立八知保育所
- 美杉郵便局
- 仲山神社
- 稲荷大神社
- 禅竜寺
- 長楽寺
- 願音寺
- 西光寺
- 東平寺
- おおぼらキャンプ場

## その他

### 日本郵便
- 郵便番号 : 515-3421[3]（集配局：美杉郵便局[8]）。